# Caesar Antoine
Caesar Carpentier Antoine (* September 1836 in New Orleans, Louisiana; † 12. September 1921 in Shreveport, Louisiana) war ein US-amerikanischer Politiker. Zwischen 1873 und 1877 war er Vizegouverneur des Bundesstaates Louisiana.

## Werdegang
Caesar Antoine besuchte private Schulen in New Orleans. Er arbeitete zunächst als Frisör. Später wurde er im Zeitungsgeschäft tätig. Bei Ausbruch des Bürgerkrieges wurde er zusammen mit seinem Bruder Mitglied einer Miliztruppe, die dem Heer der Konföderation unterstellt werden sollte. Dazu kam es aber nicht. Nach der Besetzung der Stadt New Orleans durch Truppen der US Army schloss er sich dem Heer der Union an. Dabei erreichte er zunächst den Rang eines Hauptmanns. Da Antoine selbst afroamerikanischer Abstammung war, wurde er Opfer eines Befehls des neuen Militärbefehlshabers Nathaniel Prentiss Banks, der nur Weiße als Offiziere haben wollte. Daraufhin diente Antoine als einfacher Soldat in der Truppe. Nach dem Krieg begann er als Zeitungsverleger in New Orleans zu arbeiten. Außerdem betrieb er in Shreveport ein Lebensmittelgeschäft. Überdies leitete er eine Lebensversicherungsgesellschaft.
Politisch war Antoine Mitglied der Republikanischen Partei. Zwischen 1870 und 1872 saß er im Senat von Louisiana. 1872 wurde er der Seite von William P. Kellogg zum Vizegouverneur seines Staates gewählt. Dieses Amt bekleidete er zwischen 1873 und 1877. Dabei war er Stellvertreter des Gouverneurs und Vorsitzender des Staatssenats. Er war der letzte Republikaner im Amt des Vizegouverneurs von Louisiana bis 1988. Seine Amtszeit war überschattet von politischen Turbulenzen, die von verschiedenen Korruptionsaffären begleitet wurden. Bis etwa um das Jahr 1900 blieb Louisiana politisch instabil.
Nach seiner Zeit als Vizegouverneur setzte Caesar Antoine seine früheren Tätigkeiten fort. Im Jahr 1890 wurde er Vizepräsident der New Orleans Comité des Citoyens, das erfolglos juristisch gegen die Rassendiskriminierungsgesetze des Staates Louisiana kämpfte. Er setzte sich für die Bürgerrechte der Afroamerikaner und gegen die Segregationspolitik ein. Diese Bestrebungen führten 1896 zum Fall Plessy v. Ferguson, der vor dem Obersten Gerichtshof der Vereinigten Staaten verhandelt wurde. Das Urteil des Gerichts war aber enttäuschend: Es stellte fest, dass Rassentrennung in Eisenbahnzügen – darum ging es konkret in diesem Verfahren – mit der Verfassung der Vereinigten Staaten vereinbar sei. Damit war die Rassentrennung in den Südstaaten für lange Zeit juristisch legitimiert. Ein Umdenken erfolgte erst nach dem Zweiten Weltkrieg.
Caesar Antoine starb am 12. September 1921 in Shreveport, wo er auch beigesetzt wurde.